# Pimpinella multiradiata
Pimpinella multiradiata är en flockblommig växtart som först beskrevs av Pierre Edmond Boissier, och fick sitt nu gällande namn av Jevgenij Korovin. Pimpinella multiradiata ingår i släktet bockrötter, och familjen flockblommiga växter. Inga underarter finns listade i Catalogue of Life.